# 日本の連隊
日本の連隊（にほんのれんたい）では、近現代の日本における陸軍の部隊編制単位の連隊について解説する。現代では、陸上自衛隊の部隊に連隊編制がなされている。
日本における最初の連隊は幕末に幕府陸軍を構成したものだが、これは明治維新で消滅した。続いて1874年（明治7年）に大日本帝国陸軍の下で連隊が設置されたが、1945年（昭和20年）の第二次世界大戦敗戦により解体された。陸上自衛隊の連隊は、1950年（昭和25年）に設置された警察予備隊の連隊を保安隊を通じて1954年（昭和29年）に継承したものである。

## 明治史以前
幕末の江戸幕府による軍制改革の中で、連隊という編制も導入された。幕府陸軍の歩兵隊では、2個大隊をもって1個連隊とする建前がとられており、最終的に8個連隊が編成された。
なお、当時の用語法としては、本稿の意味の連隊のほかに、部隊規模を問わず複数の隊を統一運用する場合（例：2個小隊を上席の小隊長が指揮）を「連隊」と称することがあった。

## 帝国陸軍

陸軍御国旗（軍旗）

帝国陸軍の歩兵連隊に授与された軍旗（連隊旗）

帝国陸軍の騎兵連隊に授与された軍旗（連隊旗）

大日本帝国陸軍では、連隊（聯隊）は鎮台時代から置かれた。1874年（明治7年）1月に近衛歩兵連隊が編成されたのが最初である。以降、各鎮台にも歩兵連隊が編成された。帝国陸軍の連隊はその管轄地域（連隊区）の徴兵によって充足されたることから「郷土連隊」としての意識が高かった。なお近衛師団隷下の各近衛連隊は、禁闕守衛（宮城・天皇の警護）の意味合いから衛戍地こそ東京なものの、連隊を構成する下士卒は出身地に拘らず全国津々浦々から選抜される徴兵によって編成されていた。帝国陸軍の連隊は3ないし4個大隊から編成されることが多かった。騎兵連隊など一部の兵科・兵種の連隊は大隊を持たず、連隊直下に中隊がある編制となっていた。
帝国陸軍の歩兵連隊と騎兵連隊が有した軍旗（連隊旗、旧「陸軍御国旗」）は、連隊の創設時に大元帥たる天皇より下賜されるものであった。歩兵と騎兵以外の連隊には軍旗は下賜されなかったものの、軍旗の意匠として帝国陸軍が考案・採用した旭日旗は元帥徽章などで（意匠が）用いられるなど、「（歩兵・騎兵）連隊の象徴」のみならず「帝国陸軍の象徴」として内外で認識されていた。1930年代から天皇崇拝が昂進すると、軍旗重視の意識も高まり、時としてこの旗への配慮のために作戦上の合理性が損なわれることもあった。なお、現在の陸上自衛隊において帝国陸軍時代の軍旗に相当する自衛隊旗は天皇より下賜されるものではなく職種も問わないが、各連隊に授与される。

### 連隊の種類

#### 騎兵連隊
- 騎兵系列の連隊
  - 捜索連隊

#### 砲兵連隊
- 砲兵系列の連隊
  - 野砲兵連隊
    - 近衛野砲兵連隊
    - 独立野砲兵連隊

  - 山砲兵連隊
    - 独立山砲兵連隊

  - 重砲兵連隊
    - 独立重砲兵連隊
    - 要塞重砲兵連隊

  - 野戦重砲兵連隊
  - 騎砲兵連隊
  - 迫撃砲兵連隊
  - 機動砲兵連隊
  - 高射砲連隊
    - 照空連隊

  - 砲兵情報連隊
  - 気球連隊

など

#### 工兵連隊
- 工兵系列の連隊
  - 工兵連隊
    - 近衛工兵連隊
    - 独立工兵連隊

  - 鉄道連隊

など

#### 輜重兵連隊
- 輜重兵系列の連隊
  - 輜重兵連隊
  - 近衛輜重兵連隊
    - 独立輜重兵連隊

  - 自動車連隊

など

#### 戦車連隊
元は歩兵科の系列であったが、第二次大戦時に機甲兵として独立した兵種となる

#### 航空部隊
- 航空兵系列の連隊 - 元は工兵の系列であったが、大正時代に独立した兵科となる
  - 飛行連隊 - のちに飛行戦隊に改称
  - 教育飛行連隊 - のちに教育飛行隊に改称
  - 航空情報連隊
  - 航空情報連隊
  - 航測連隊
  - 気象連隊

など

#### 空挺部隊
- 挺進兵系列の連隊
  - 挺進連隊 - 落下傘部隊
  - 滑空歩兵連隊 - グライダー滑空部隊

#### 船舶部隊
- 船舶兵系列の連隊 - もともとは工兵の系列であったが、第二次大戦時に独立した兵種となる。
  - 船舶砲兵連隊 - 船舶高射砲連隊を改称
    - 船舶機関砲連隊 - 高射機関砲を装備

  - 船舶工兵連隊
  - 船舶通信連隊

など

#### その他の主な連隊
- 電信連隊 - 通信部隊
- 混成連隊・独立混成連隊 - 歩兵に砲兵などを加えて単独戦闘能力（戦闘団化）を持たせた連隊
- 機動連隊 - 遊撃戦の専門部隊。 例：機動第2連隊 - 1944年3月1日に編制された機動第1旅団に所属
- 特設連隊 - 現地召集の兵士などを組織し、臨時の連隊形式にした部隊。太平洋戦争末期に見られる。

また、実施学校各校に教導連隊が設置される例があった。

## 警察予備隊
1950年に日本の武装組織として、警察予備隊が設立された。戦略単位として4個管区隊が設けられ、各管区隊は、原則3個普通科連隊、1個特科連隊からなるとの規定であった。普通科連隊は本部、本部附中隊および3個大隊からなり、特科連隊は本部、本部附中隊および野戦砲6門から成る射撃中隊3個で編成される大隊4個（軽砲大隊3個および中砲大隊1個）と高射大隊1個 からなっていた。連隊長には、一等警察正または二等警察正の階級があてられた。

## 陸上自衛隊

### 編制

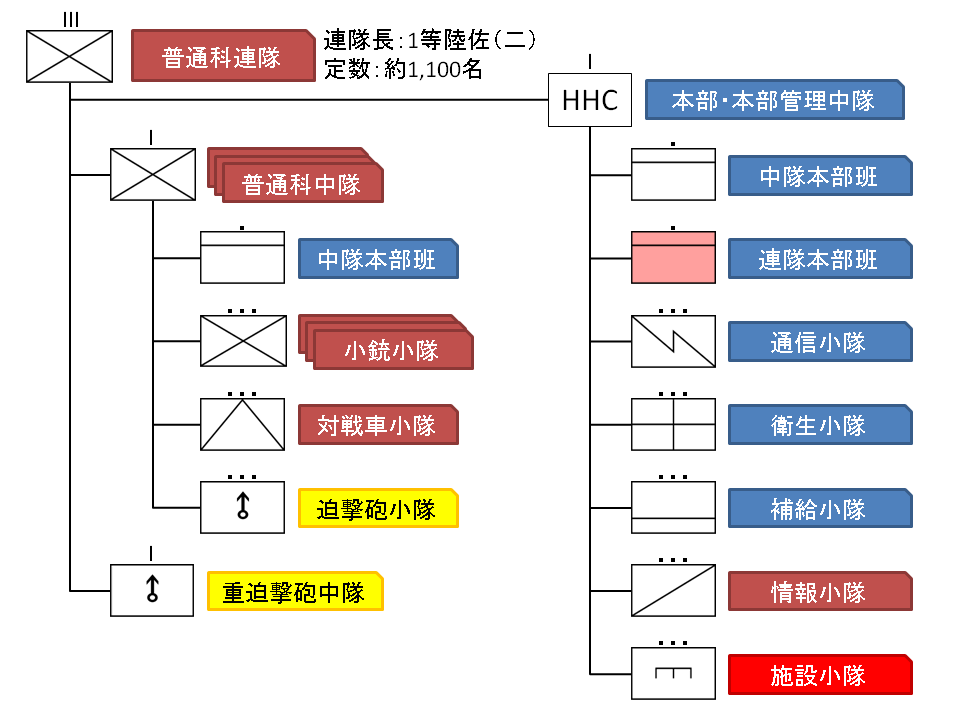
師団普通科連隊の標準的な編制図

警察予備隊設立以来は帝国陸軍時代に「歩兵第○連隊」などと呼称していたのを踏襲し「普通科第○連隊」などと称していたが、1954年の自衛隊改編時以降は「第○普通科連隊」などに改称した（しかしながら、帝国陸軍時代においても「第○独立飛行隊」「第○航空通信連隊」「第○航空情報連隊」などといったように、自衛隊と同じく隊号を部隊名に冠す部隊は存在している）。1952年（昭和27年）7月24日の国会における政府答弁によると、普通科連隊（定員3,210名）の編制は3個大隊（定員805名）から、特科連隊は数個大隊（定員609名）となっていた。また、1954年4月9日の衆議院における政府答弁によると、特科連隊の編制は5個大隊からなっていた。
1962年（昭和37年）に普通科連隊の大隊が廃止されて、連隊が直接に各中隊を統括するようになった。その際に、定員の削減が行われて、余剰の人員により連隊が増設された。現在の普通科連隊は、本部管理中隊、3～5個普通科中隊および重迫撃砲中隊によって編成され、連隊長には1等陸佐（二）が充てられる。一方、1999年 (平成11年)より登場した普通科連隊 (軽) は、普通科中隊3個から成り、連隊本部管理中隊内に重迫撃小隊と対戦車小隊を内包する。ただし、近年は重迫撃砲中隊を新編している連隊もある。連隊長は1等陸佐 (三)が充てられる。
普通科連隊の指揮下に、戦車中隊（小隊）や特科大隊（中隊）など他の職種部隊の一部が派遣され、それらを編合して連隊戦闘団を編組することがある。連隊戦闘団は、緒兵科連合の観点から設置され、師団の下で基本的な戦闘単位として活動するが、あくまで臨時の編成である。将来的には基幹連隊等指揮統制システムのもとでより近代的な戦闘を行うことができるようになるとみられる。
なお、連隊は師団または旅団の隷下に置かれるのが通常であるが、水陸機動連隊、地対艦ミサイル連隊、方面特科連隊、普通科教導連隊などは、師団・旅団の下に置かれていない。
陸自では各連隊に連隊旗（帝国陸軍の軍旗に相当）として自衛隊旗が授与される。

#### 連隊本部編成
- 連隊本部
  - 第1科：総務および人事を担当、科長職は3佐若しくは1尉
  - 第2科：情報収集および保全を担当、科長職は3佐若しくは1尉
  - 第3科：防衛・警備・訓練計画[注釈 4]を担当、科長職は2佐若しくは3佐
  - 第4科：兵站等を担当、科長職は3佐若しくは1尉

### 帝国陸軍連隊と陸上自衛隊の連隊

陸上自衛隊の連隊にのみ授与される自衛隊旗

第二次世界大戦敗戦により帝国陸軍が完全に解体されたため、旧陸軍の連隊の「伝統」は名目上完全には陸自に引き継がれなかった。しかし一部ではかつて衛戍地としてそばにあった旧陸軍連隊と同じ隊号（連隊番号）で連隊が置かれた所がある。例として、東京都にあった麻布歩兵第1連隊と練馬駐屯地の第1普通科連隊、青森県にあった青森歩兵第5連隊と青森駐屯地の第5普通科連隊、三重にあった津歩兵第33連隊と久居駐屯地の第33普通科連隊、静岡県にあった静岡歩兵第34連隊と板妻駐屯地（御殿場市）の第34普通科連隊、および大阪府にあった大阪歩兵第37連隊と信太山駐屯地の第37普通科連隊がある。
特に北海道北恵庭駐屯地に駐屯する第11旅団隷下の第11戦車大隊(現第11戦車隊)においては、占守島の戦いにて多大な出血を受けながらも奮戦し、結果ソ連軍を撃退し北海道を護りきった旧陸軍戦車第11連隊のその威武に敬意を表し、配備する90式戦車の砲塔側面に士魂のマーク（戦車第11連隊は隊号の漢数字「十一」を武士の「士」と掛け自らを「士魂部隊」と名乗っており、また部隊マークとして「士」を配備の九七式中戦車や九四式六輪自動貨車に描いていた）を施し、「士魂部隊」の名を現在に至るまで受け継いでいる。ほかにも第1師団隷下第34普通科連隊は、隊号を受け継ぐだけでなく歩兵第34連隊第1大隊長として日露戦争を戦い遼陽会戦で戦死し軍神と呼ばれるようになった橘周太陸軍中佐に敬意を表し、同駐屯地・連隊敷地内に橘中佐の銅像（橘像）が再建され、また戦前からの同歩兵連隊の通称であった「橘連隊」の名を受け継いでおり、また第3師団隷下第37普通科連隊は、歩兵第37連隊の隊号とともに同歩兵連隊が事実上の部隊マークとして使用していた「菊水紋」を受け継いでいる。また第33普通科連隊は、久居駐屯地自体が歩兵第33連隊の駐屯していた敷地にあり、同一の連隊番号と敷地を継承している、全国的にも珍しい部隊である。このように陸上自衛隊内部では、現在にいたるまで公式に帝国陸軍における伝統を受け継ぐ姿勢が多々見受けられる。

### 連隊の種類
2025年（令和7年）現在、陸上自衛隊に置かれている連隊の種類としては普通科連隊、即応機動連隊、水陸機動連隊、中央即応連隊、戦車連隊、特科連隊、地対艦ミサイル連隊、高射特科連隊、後方支援連隊、教導連隊等がある。

#### 普通科連隊
普通科連隊は、第1から第52普通科連隊まで（欠番あり）が置かれている普通科部隊である。各師団、旅団および方面混成団に置かれる。任務に応じ普通科連隊を基幹として、各師団の特科部隊や兵站部隊等を組み合わせ戦闘団を臨時編成する。

#### 即応機動連隊
即応機動連隊は、第3、第6、第10、第15、第22および第42の6個が置かれている。普通科中隊3個を基幹に、火力支援中隊、機動戦闘車（中）隊などからなる諸職種混成部隊。機動力を高めた部隊として構想され、最初の第15即応機動連隊は、2018年（平成30年）に改編された。常設の戦闘団に近い性質を持つ。

#### 水陸機動連隊
水陸両用作戦部隊として、第1・第2・第3水陸機動連隊の3個が編成されている。普通科部隊であり、水陸機動団隷下に置かれている。
中央即応連隊
陸上自衛隊陸上総隊隷下に置かれている緊急展開部隊である。

#### 戦車連隊
戦車連隊は、第2戦車連隊（第2師団隷下）および第71戦車連隊、第72戦車連隊、第73戦車連隊（第7師団隷下）の4個が置かれている。機甲科部隊であり、戦闘団を臨時編成することがある。他の師団隷下の機甲科部隊は、戦車大隊等となる。

#### 特科連隊
特科連隊は、方面隊、師団隷下の野戦特科部隊であり、2025年（令和7年）時点で第2・第7師団隷下に第2特科連隊、第7特科連隊の2個連隊（各師団隷下に第1から第13まで特科連隊が編成されていたが部隊廃止・改編等で欠番となった。）が、方面隊直轄として東北方面隊隷下に東北方面特科連隊、東部方面隊隷下に東部方面特科連隊、中部方面隊隷下に中部方面特科連隊、西部方面隊の第2特科団隷下に西部方面特科連隊の4個連隊が置かれている。
編成は本部中隊・情報中隊・第1～5特科大隊であり、各大隊内には本部管理中隊、野戦砲5門（当初は4門）から成る射撃中隊2～5個が設置される。第5・第11旅団隷下の特科部隊は特科隊編成であり、本部管理中隊と3個射撃中隊から成る。
射撃中隊の編成は、外国陸軍のように中隊内に2個の射撃小隊（2～3門）を持たず、1個の戦砲隊に全ての砲班をまとめた編制となっている。

#### 地対艦ミサイル連隊
地対艦ミサイル連隊は、地対艦ミサイルを主装備とし、対艦攻撃を任務とする野戦特科部隊。本部管理中隊と複数の射撃中隊または、地対艦ミサイル中隊からなり、2025年3月時点では第1から第8（第6は、廃止により欠番）の6個連隊が北部、東北、西部方面隊に編成されている。

#### 高射特科連隊
第7高射特科連隊（第7師団隷下）と第15高射特科連隊（第15旅団隷下）の2個連隊が編成されている。第7高射特科連隊は6個中隊基幹編成であり自走高射機関砲を装備する4個中隊と短距離地対空誘導弾を装備する2個中隊を有する。第15高射特科連隊は旧第6高射特科群を増強した4個高射中隊基幹編成であり、中距離地対空誘導弾を装備する3個中隊とその通信を担当する高射搬送中隊、短距離地対空誘導弾を装備する1個中隊を有する。他の師団には高射特科大隊が、旅団には隊（中隊）が編成されている。

#### 後方支援連隊
後方支援連隊は、陸上自衛隊の各師団に置かれた後方支援部隊で、第1から第10後方支援連隊（第5を除く。）が設置されている。連隊本部・本部付隊・第1整備大隊・第2整備大隊・補給隊・輸送隊・衛生隊によって編成される。各師団に1個しかないことから、師団番号を冠称している。旅団については、後方支援隊が置かれている。
第1整備大隊は、航空関係を除く師団全般整備支援を行う。第2整備大隊は戦闘部隊等（普通科部隊・特科部隊・高射特科部隊・戦車部隊・偵察部隊）に対する直接整備支援を行う。第2整備大隊内には即応機動連隊もしくは普通科・戦車・特科部隊に対して中隊規模、偵察部隊に対して小隊規模の直接支援隊が編成される。

#### 教導連隊
富士教導団隷下に普通科教導連隊、機甲教導連隊が編成されている。

#### 教育連隊
隊員教育を任務とする連隊には第1教育連隊、第2教育連隊、第3教育連隊、北部方面教育連隊などがあり、このうちナンバー教育連隊は教育団を編成していなかった方面隊にそれぞれ配置されていた。随時改編により教育団や方面混成団に改組されたため廃止された。